# Ananthagiri, Vishakapatnam
Ananthagiri là một mandal thuộc huyện Visakhapatnam, bang Andhra Pradesh.